# Kevin Mirallas
Kevin Mirallas y Castillo né le 5 octobre 1987 à Liège, est un footballeur international et entraîneur belge qui joue au poste d'attaquant. Retraité en 2023, il est actuellement entraîneur des attaquants à l'Union Saint-Gilloise.

## Biographie

### Jeunesse et carrière en club
Né à Liège de parents espagnols, il commence à jouer au football au Patro Lensois, un club se trouvant dans le petit village de Lens-Saint-Remy. Il part très tôt du Patro Lensois pour rejoindre les jeunes du Standard de Liège, qu'il quitte en 2004 pour la France et le LOSC Lille. Il fait ses débuts en Ligue 1 le 7 mai 2005 contre le Paris Saint-Germain. Trois minutes après son entrée en jeu, il inscrit son premier but et offre la victoire à son club.[réf. nécessaire]
Le 20 avril 2008 contre l'Olympique de Marseille, il s'offre son premier doublé, au Stade Vélodrome, lors d'une victoire 3-1 en championnat. Il réédite cette performance six jours plus tard, face au Toulouse FC, marquant du même coup un des plus beaux but de la saison. Le 31 août 2008, après près de deux mois d'opposition au LOSC, où il refusait de prolonger, Mirallas part pour l'AS Saint-Étienne, avec lequel il s'était depuis longtemps mis d'accord pour un contrat de quatre ans.

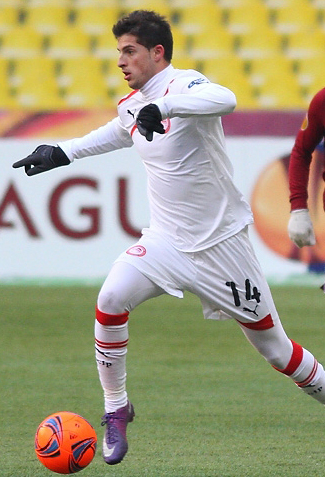
Mirallas avec l'Olympiakos en 2012

Mais il n'est pas titularisé à tous les matchs, ce qui le déprime. Il explique cela devant la presse et montre son envie de partir. En juin 2010, il est prêté pour une saison avec option d'achat au club grec de l'Olympiakos. Le 31 janvier 2011, le club grec lève l'option d'achat de 2,5 millions d'euros, Mirallas est donc transféré définitivement à l'Olympiakos. En 2011-2012, il finit meilleur buteur du championnat grec avec 20 buts en 25 matchs, après une très bonne saison. Artisan du titre de son équipe, il est élu meilleur joueur du Championnat de Grèce de football 2011-2012.
Le 19 août 2012, il signe un contrat de quatre ans en faveur d'Everton,.
Avant de commencer la saison 2015-2016, il prolonge son contrat jusqu'en 2018 à Everton.
Le 7 janvier 2018, Mirallas est prêté à l'Olympiakos jusqu'à la fin de la saison. Il inscrit deux buts en seize matchs toutes compétitions confondues avant de voir son prêt rompu par le club grec début mai 2018.
Le 4 août 2018, il est de nouveau prêté pour une saison, cette fois à l'ACF Fiorentina avec option d'achat. Mirallas marque deux buts en trente matchs sous le maillot du club italien.
Le 30 août 2019, Mirallas quitte définitivement Everton pour le club belge du Royal Antwerp FC, avec qui il s'engage pour une saison. En fin de contrat à l'issue de la saison 2019-2020, le Royal Antwerp décide ne pas lui offrir de prolongation.
Le 5 octobre 2020, Mirallas signe un contrat d'un an avec le Gaziantep FK.
Le 24 janvier 2022, après presque six mois sans club, Mirallas signe un contrat avec le club portugais du Moreirense Futebol Clube jusqu'en fin de saison. 
Il prend sa retraite en 2023 et devient directeur technique de l'Eendracht Alost.

### Carrière internationale

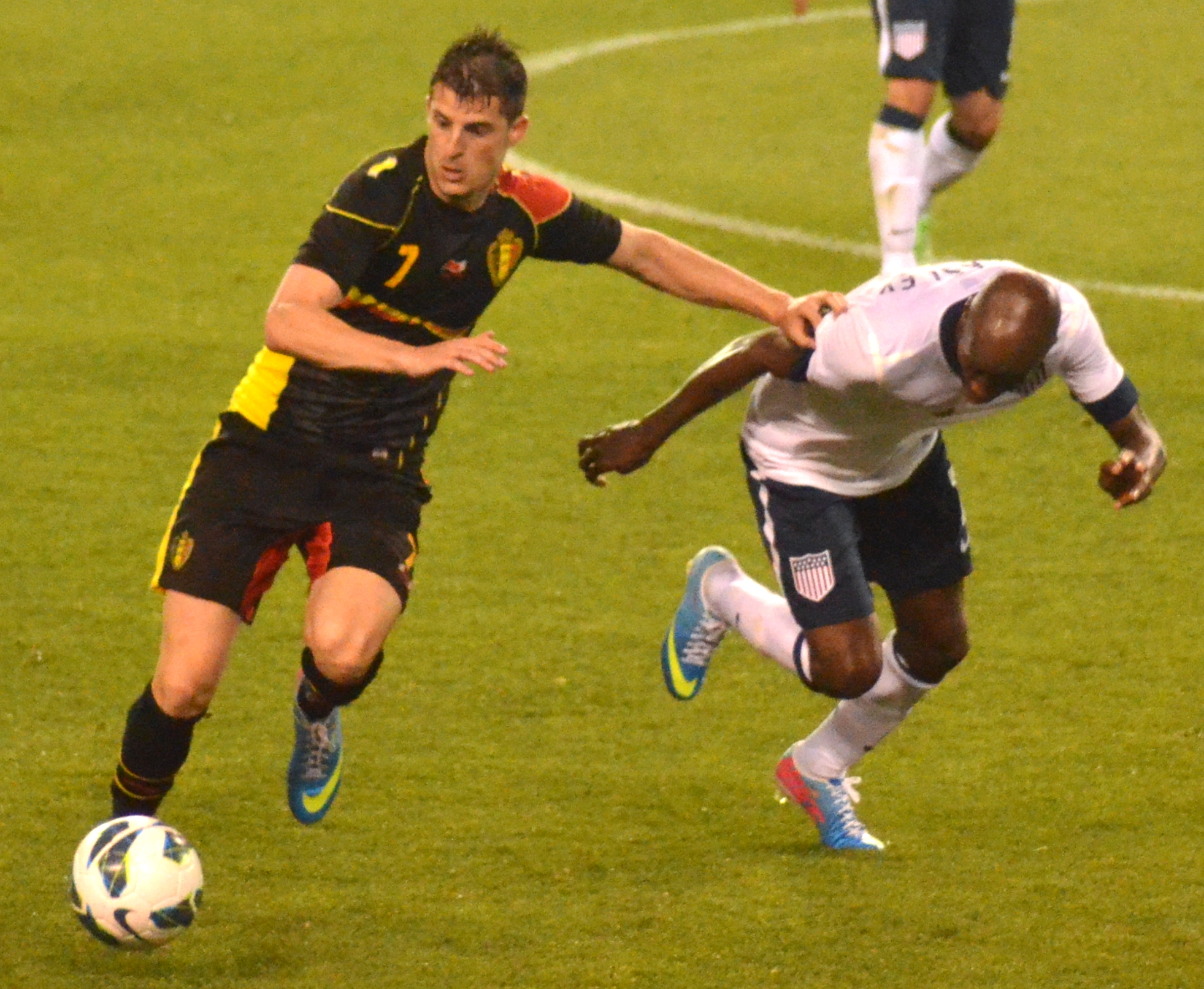
Mirallas au duel avec DaMarcus Beasley avec la Belgique le 29 5 2013

Habitué des sélections de jeunes, Kevin Mirallas reçoit sa première sélection avec les espoirs belges le 6 septembre 2006 lors du match Belgique-Grèce gagné 2-1 par la Belgique. Cette victoire qualifie la sélection belge pour les barrages qualificatifs de l'Euro 2007 espoirs.
Mirallas se fait ensuite particulièrement remarquer lors de cet Euro en inscrivant deux buts décisifs respectivement contre Israël et les Pays-Bas. Cela permet à sa sélection d'accéder aux demi-finales et d'obtenir son billet pour les Jeux olympiques d'été de 2008. À noter que Mirallas est élu homme du match par l'UEFA lors de Belgique-Israël.
Ce bon parcours parmi les espoirs lui ouvre les portes de la sélection A deux mois plus tard. Le 22 août 2007, il honore sa première sélection, à l'occasion d'un match contre la Serbie, qualificatif pour l'Euro 2008. Titulaire, il inscrit d'ailleurs un but à cette occasion.
Kevin Mirallas dispute sa seule grande compétition internationale lors de la Coupe du monde 2014 au Brésil lorsqu'il est convoqué par Marc Wilmots. Les Diables Rouges s'inclinent en quarts de finale contre l'Argentine (0-1), futur finaliste de l'édition. 

## Statistiques

### En club
| Saison                | Club                  | Championnat           | Championnat | Championnat | Championnat | Coupe nationale | Coupe nationale | Coupe nationale | Coupe de la Ligue | Coupe de la Ligue | Coupe de la Ligue | Compétition(s) continentale(s) | Compétition(s) continentale(s) | Compétition(s) continentale(s) | Compétition(s) continentale(s) | Belgique | Belgique | Belgique | Total | Total | Total |
| Saison                | Club                  | Division              | M.          | B.          | P.d.        | M.              | B.              | P.d.            | M.                | B.                | P.d.              | Comp.                          | M.                             | B.                             | P.d.                           | M.       | B.       | P.d.     | M.    | B.    | P.d.  |
| 2004-2005             | LOSC Lille            | Ligue 1               | 3           | 1           | 0           | -               | -               | -               | -                 | -                 | -                 | C3                             | 1                              | 0                              | 0                              | -        | -        | -        | 4     | 1     | 0     |
| 2005-2006             | LOSC Lille            | Ligue 1               | 15          | 1           | 1           | 1               | 0               | 0               | 2                 | 0                 | 0                 | C1+C3                          | 2+1                            | 0+0                            | 0+0                            | -        | -        | -        | 21    | 1     | 1     |
| 2006-2007             | LOSC Lille            | Ligue 1               | 23          | 2           | 1           | 2               | 1               | 0               | 2                 | 0                 | 0                 | C1                             | 5                              | 0                              | 0                              | -        | -        | -        | 32    | 3     | 1     |
| 2007-2008             | LOSC Lille            | Ligue 1               | 35          | 6           | 2           | 2               | 1               | 0               | -                 | -                 | -                 | -                              | -                              | -                              | -                              | 8        | 2        | 1        | 45    | 9     | 3     |
| Sous-total            | Sous-total            | Sous-total            | 76          | 10          | 4           | 5               | 2               | 0               | 4                 | 0                 | 0                 | -                              | 9                              | 0                              | 0                              | 8        | 2        | 1        | 102   | 14    | 5     |
| 2008-2009             | AS Saint-Étienne      | Ligue 1               | 30          | 3           | 3           | 2               | 0               | 0               | -                 | -                 | -                 | C3                             | 8                              | 1                              | 0                              | 4        | 1        | 0        | 44    | 5     | 3     |
| 2009-2010             | AS Saint-Étienne      | Ligue 1               | 23          | 0           | 0           | 4               | 1               | 0               | 2                 | 0                 | 1                 | -                              | -                              | -                              | -                              | 8        | 1        | 1        | 37    | 2     | 2     |
| Sous-total            | Sous-total            | Sous-total            | 53          | 3           | 3           | 6               | 1               | 0               | 2                 | 0                 | 1                 | -                              | 8                              | 1                              | 0                              | 12       | 2        | 1        | 81    | 7     | 5     |
| 2010-2011             | Olympiakos            | Super League          | 27          | 14          | 3           | 3               | 0               | 0               | -                 | -                 | -                 | C3                             | 3                              | 0                              | 2                              | 2        | 0        | 0        | 35    | 14    | 5     |
| 2011-2012             | Olympiakos            | Super League          | 25          | 20          | 7           | 3               | 0               | 0               | -                 | -                 | -                 | C1+C3                          | 6+4                            | 0+0                            | 1+0                            | 6        | 1        | 2        | 44    | 21    | 10    |
| 2017-2018             | Olympiakos            | Super League          | 12          | 2           | 2           | 3               | 0               | 0               | -                 | -                 | -                 | -                              | -                              | -                              | -                              | 1        | 0        | 0        | 16    | 2     | 2     |
| Sous-total            | Sous-total            | Sous-total            | 64          | 36          | 12          | 9               | 0               | 0               | -                 | -                 | -                 | -                              | 13                             | 0                              | 3                              | 9        | 1        | 2        | 95    | 37    | 17    |
| 2012-2013             | Everton FC            | Premier League        | 27          | 6           | 6           | 4               | 1               | 1               | 2                 | 2                 | 2                 | -                              | -                              | -                              | -                              | 8        | 2        | 0        | 41    | 11    | 9     |
| 2013-2014             | Everton FC            | Premier League        | 32          | 8           | 9           | 4               | 0               | 2               | 1                 | 0                 | 0                 | -                              | -                              | -                              | -                              | 13       | 2        | 0        | 50    | 10    | 11    |
| 2014-2015             | Everton FC            | Premier League        | 29          | 7           | 1           | 2               | 1               | 1               | -                 | -                 | -                 | C3                             | 5                              | 3                              | 1                              | 1        | 0        | 0        | 37    | 11    | 3     |
| 2015-2016             | Everton FC            | Premier League        | 23          | 4           | 2           | 3               | 1               | 0               | 4                 | 1                 | 1                 | -                              | -                              | -                              | -                              | 1        | 0        | 0        | 31    | 6     | 3     |
| 2016-2017             | Everton FC            | Premier League        | 35          | 4           | 7           | 1               | 0               | 0               | 1                 | 0                 | 0                 | -                              | -                              | -                              | -                              | 7        | 1        | 0        | 44    | 5     | 7     |
| 2017-2018             | Everton FC            | Premier League        | 5           | 0           | 0           | -               | -               | -               | 1                 | 0                 | 0                 | C3                             | 7                              | 0                              | 2                              | 1        | 0        | 0        | 14    | 0     | 2     |
| Sous-total            | Sous-total            | Sous-total            | 151         | 29          | 25          | 14              | 3               | 4               | 9                 | 3                 | 3                 | -                              | 12                             | 3                              | 3                              | 31       | 5        | 0        | 217   | 43    | 35    |
| 2018-2019             | ACF Fiorentina (prêt) | Serie A               | 27          | 2           | 1           | 3               | 0               | 1               | -                 | -                 | -                 | -                              | -                              | -                              | -                              | -        | -        | -        | 30    | 2     | 2     |
| 2019-2020             | Royal Antwerp FC      | Division 1A           | 18          | 2           | 2           | 3               | 0               | 0               | -                 | -                 | -                 | -                              | -                              | -                              | -                              | -        | -        | -        | 21    | 2     | 2     |
| 2020-2021             | Gaziantep FK          | Süper Lig             | 28          | 5           | 6           | 3               | 2               | 0               | -                 | -                 | -                 | -                              | -                              | -                              | -                              | -        | -        | -        | 31    | 7     | 6     |
| 2021-2022             | Moreirense FC         | Primeira Liga         | 9           | 1           | 0           | -               | -               | -               | -                 | -                 | -                 | -                              | -                              | -                              | -                              | -        | -        | -        | 9     | 1     | 0     |
| 2022-2023             | AEL Limassol          | Cyta Championship     | 8           | 0           | 0           | 0               | 0               | 0               | -                 | -                 | -                 | -                              | -                              | -                              | -                              | -        | -        | -        | 8     | 0     | 0     |
| Total sur la carrière | Total sur la carrière | Total sur la carrière | 434         | 88          | 53          | 43              | 8               | 5               | 15                | 3                 | 4                 | -                              | 42                             | 4                              | 6                              | 60       | 10       | 4        | 594   | 113   | 72    |

### Buts en sélection
| But | Date              | Lieu                                            | Adversaire | Résultat | Compétition                       |
| --- | ----------------- | ----------------------------------------------- | ---------- | -------- | --------------------------------- |
| 1er | 22 août 2007      | Stade Roi-Baudouin, Bruxelles, Belgique         | Serbie     | V 3-2    | Éliminatoires Euro 2008           |
| 2e  | 12 septembre 2007 | Almaty Central Stadium, Almaty, Kazakhstan      | Kazakhstan | N 2-2    | Éliminatoires Euro 2008           |
| 3e  | 19 novembre 2008  | Stade Josy-Barthel, Luxembourg, Luxembourg      | Luxembourg | N 1-1    | Match amical                      |
| 4e  | 14 novembre 2009  | Stade Jules Otten, Gand, Belgique               | Hongrie    | V 3-0    | Match amical                      |
| 5e  | 25 mai 2012       | Stade Roi-Baudouin, Bruxelles, Belgique         | Monténégro | N 2-2    | Match amical                      |
| 6e  | 12 octobre 2012   | Stade de l'Étoile rouge, Belgrade, Serbie       | Serbie     | V 0-3    | Éliminatoires Coupe du monde 2014 |
| 7e  | 29 mai 2013       | Cleveland Browns Stadium, Cleveland, États-Unis | États-Unis | V 2-4    | Match amical                      |
| 8e  | 6 septembre 2013  | Hampden Park, Glasgow, Écosse                   | Écosse     | V 0-2    | Éliminatoires Coupe du monde 2014 |
| 9e  | 19 novembre 2013  | Stade Roi-Baudouin, Bruxelles, Belgique         | Japon      | D 2-3    | Match amical                      |
| 10e | 28 mars 2017      | Stade olympique Ficht, Adler, Russie            | Russie     | N 3-3    | Match amical                      |

Dernière mise à jour le 20 novembre 2013

## Palmarès

### En club
- Olympiakos
  - Champion de Grèce en 2011 et 2012.
  - Vainqueur de la Coupe de Grèce en 2012.

### En sélections nationales
|  |  | Belgique olympique - Jeux olympiques : - Quatrième : 2008. |

### Distinctions personnelles
- Joueur de l'année de la Superleague Elláda en 2012.
- Meilleur buteur de la Superleague Elláda en 2012.
- Plus beau but de Premier League du mois de 5.